# Tralleis
Koordinaten: 37° 51′ 36″ N, 27° 50′ 7,7″ O

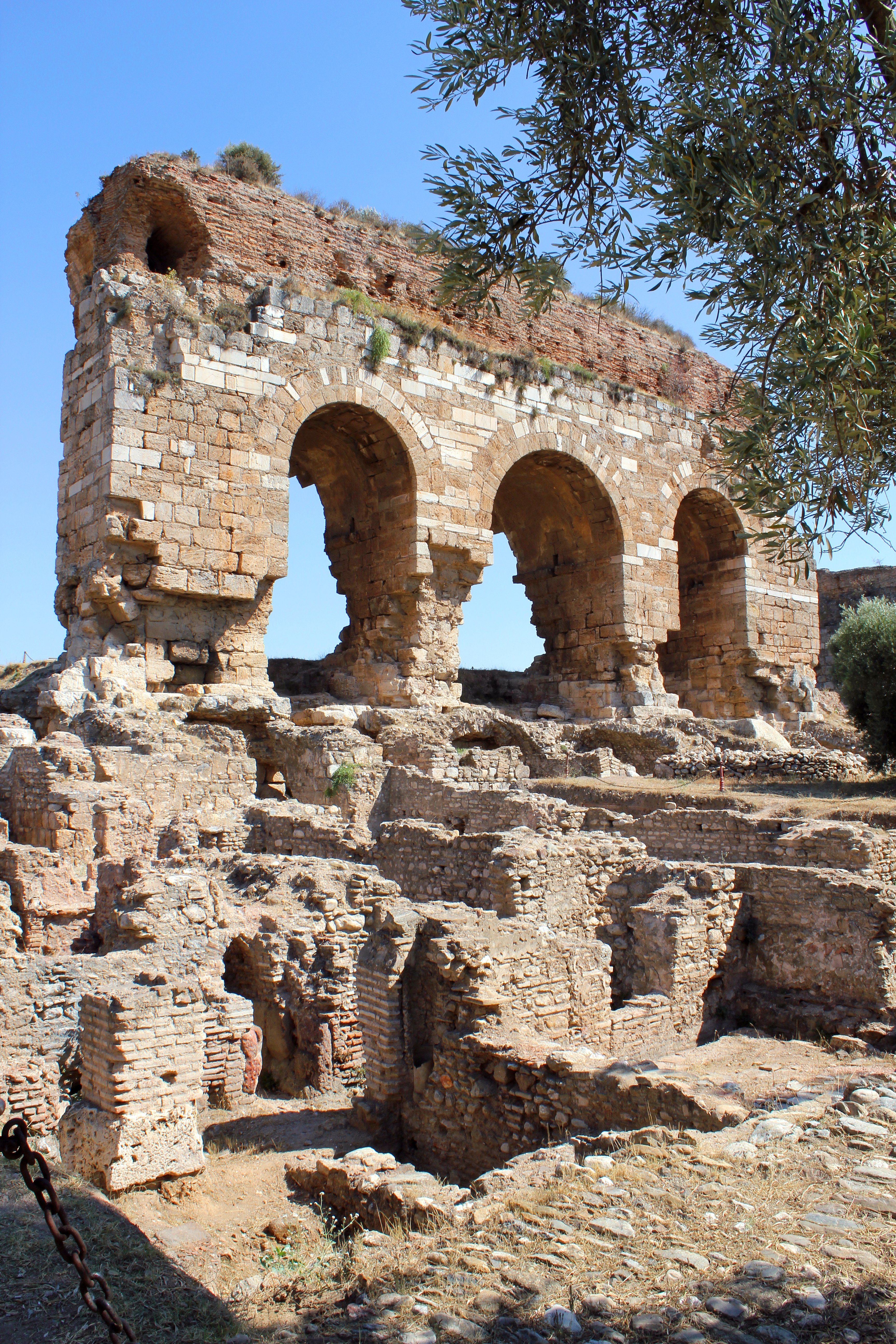
Reste des Gymnasiumkomplexes, genannt Üç Gözler

Tralleis (altgriechisch Τράλλεις, auch Τράλλις: Trallis oder Tralles) ist eine antike Stadt in Karien. Sie liegt zwei Kilometer nördlich des Zentrums der heutigen Stadt Aydın (Türkei).

## Geschichte

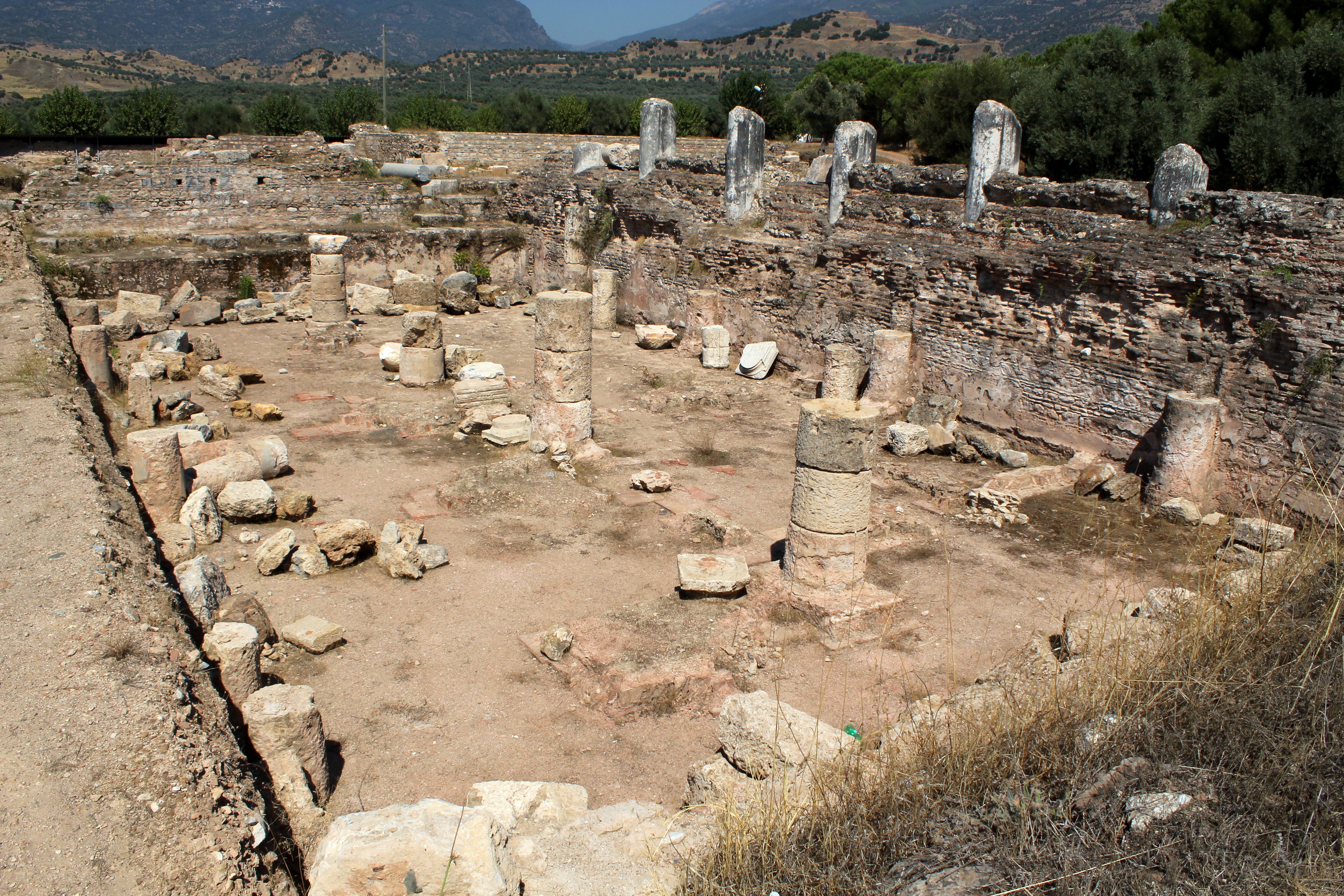
Teil des Gymnasiums

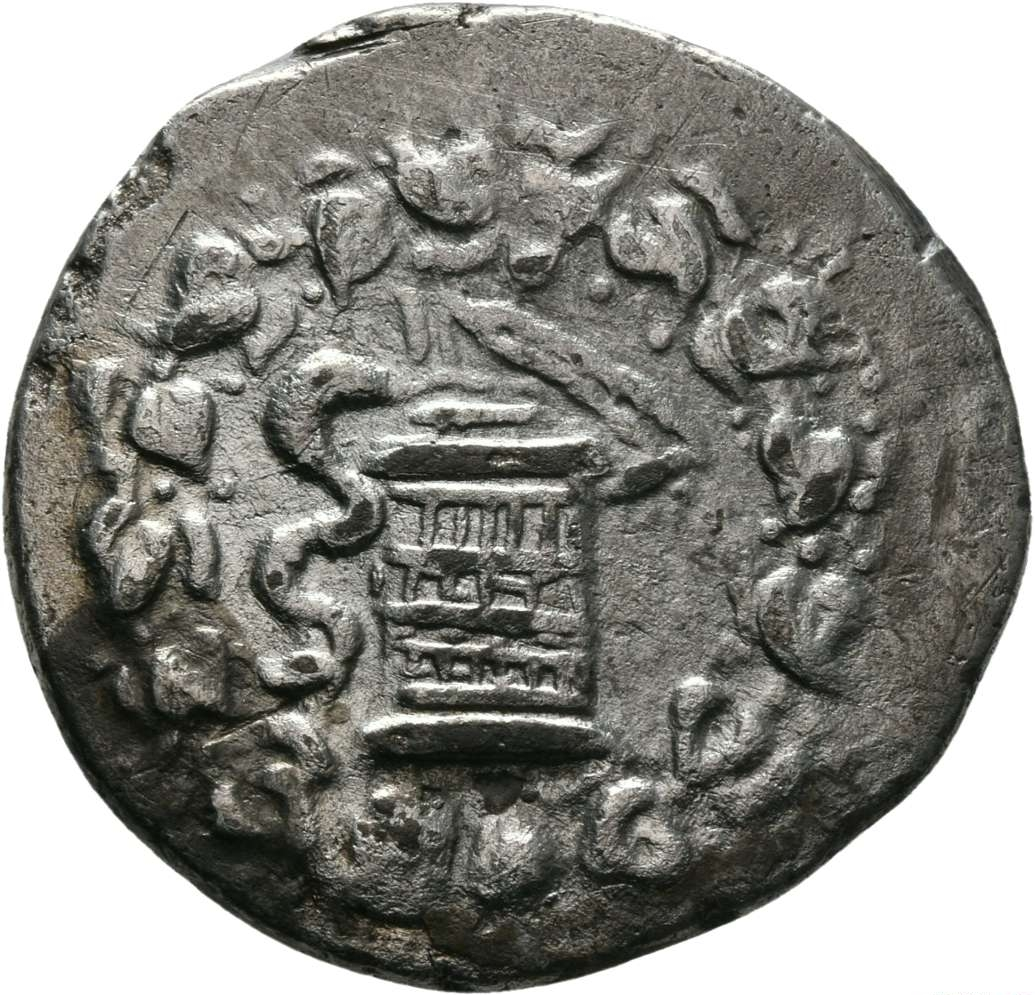
Münze aus Tralleis, 155–145 v. Chr., Vorderseite

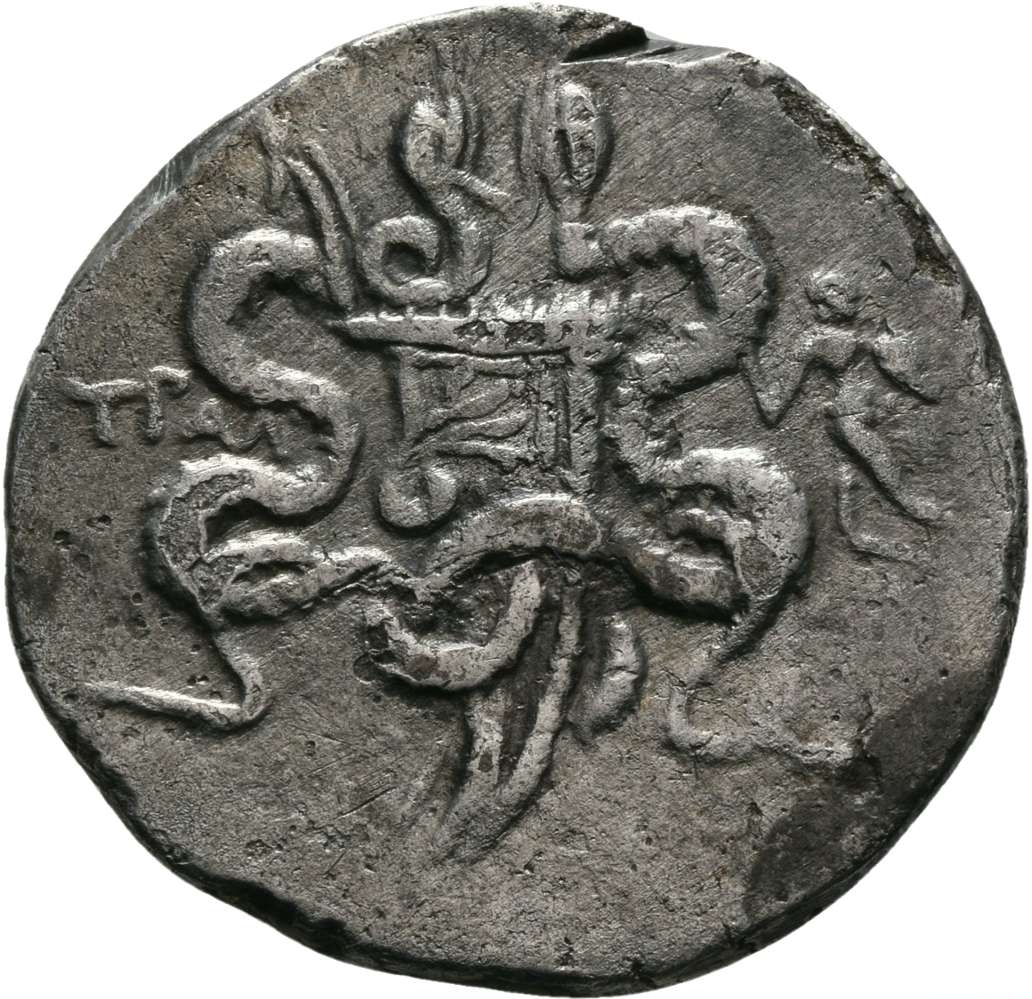
Münze aus Tralleis, 155–145 v. Chr., Rückseite

Tralleis wurde nach Strabon von Argivern und Thrakern gegründet. Nach der Eroberung durch Antigonos 313 v. Chr. kam die Stadt unter seleukidische Herrschaft und erhielt den Namen Seleukia. Im späten dritten Jahrhundert v. Chr. erhielt sie verschiedene Privilegien einer Polis von Antiochos III. Im Frieden von Apameia (188 v. Chr.) wurde Tralleis den Attaliden, dem Herrschergeschlecht von Pergamon, zugesprochen und erscheint in Inschriften unter diesem Namen. In dieser Zeit war es Standort eines bedeutenden Heiligtums des Zeus Larasios. Nach dem Ende dieses Reiches war die Stadt als Teil der Provinz Asia römisch. 88 v. Chr. wurden hier während der Vesper von Ephesos zahlreiche Italiker erschlagen. Nach einem Erdbeben 26 v. Chr. wurde sie als Dank für die Wiederaufbauhilfe durch Augustus zeitweise in Caesarea Tralleis umbenannt.

## Bauten
Auf dem Hügel Topyatağı oberhalb der Stadt Aydın befinden sich die Überreste der antiken Stadt mit Resten eines römischen Gymnasions, einer Agora, eines Stadions, eines Theaters, einer Säulenreihe und mehrerer Tempel.

## Forschungsgeschichte
Nach Besuchen des Ortes durch mehrere europäische Reisende im 18. und 19. Jahrhundert führten Carl Humann und Wilhelm Dörpfeld 1883 bis 1888 die ersten archäologischen Ausgrabungen durch. In den Jahren 1902 bis 1904 folgten Untersuchungen durch Halil Ethem vom Archäologischen Museum in Konstantinopel und schließlich durch die Adnan Menderes Universität in Aydın in Zusammenarbeit mit dem Museum Aydın ab 1996.

## Persönlichkeiten der Stadt
- Apollonios von Tralleis, Bildhauer (2./1. Jahrhundert v. Chr.)
- Thessalos von Tralleis, Mediziner (1. Jahrhundert)
- Phlegon von Tralleis, Schriftsteller (2. Jahrhundert)
- Anthemios von Tralleis, Mathematiker und Architekt (2. Hälfte des 5. Jahrhunderts–um 534)
- Alexander von Tralleis, Mediziner (525–605)